# Franziskanerinnen von der Heiligen Familie
Die Franziskanerinnen von der Heiligen Familie (Ordenskürzel: OSF) sind eine  Ordensgemeinschaft päpstlichen Rechts in der  römisch-katholischen Kirche. Sie sind eine Kongregation des  Dritten Ordens innerhalb der Franziskanerfamilie (siehe Sacra propediem) und wurden 1857 von Josephine Koch (Schwester Elisabeth von Jesu) in Eupen (Belgien) gegründet. Im Jahr 2007 wurde die Kongregation mit der Ehrenbürgerschaft der Stadt Eupen ausgezeichnet.

## Geschichte

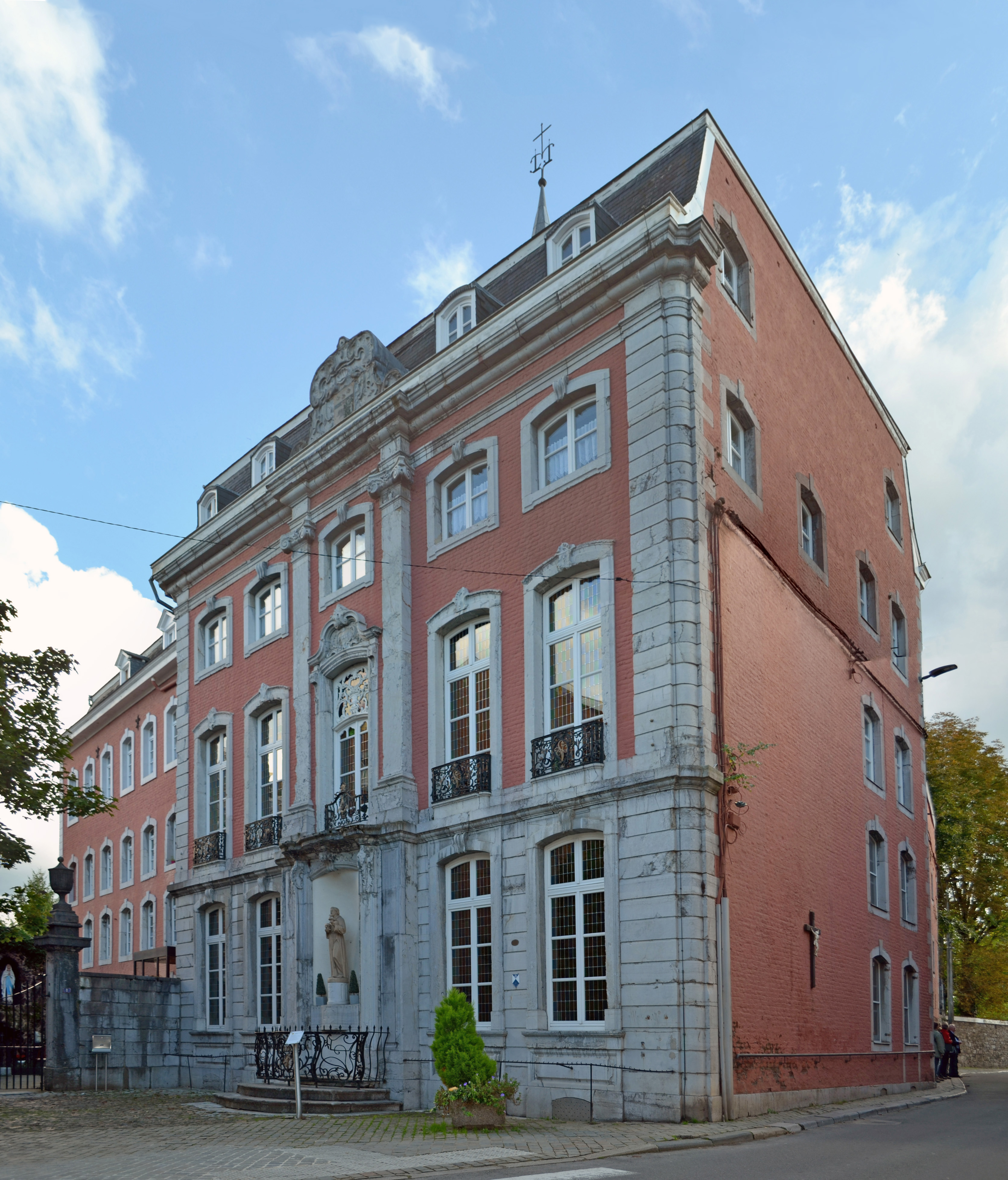
Mutterhaus in Eupen

Die Ordensgründung war am 13. Juni 1857, es folgten die ersten Einkleidungen. Das Mutterhaus wurde im Eupener Haus Vercken eingerichtet und später, infolge des Kulturkampfes, im Jahr 1875 nach  Leuven verlegt. Dieses Mutterhaus wurde 1921 durch den belgischen Staat aufgelöst und es folgte am 1. Juli 1922 die Grundsteinlegung für ein neues Mutterhaus, das Kloster Helgoland in Mayen (Deutschland). Am 12. März 1929 erhielt die Ordensgemeinschaft von Papst Pius XI. die päpstliche Approbation zur Kongregation päpstlichen Rechts. 1933 errichteten die Franziskanerinnen ihr Generalat in Eupen und stellten die deutsche Ordensprovinz mit Sitz in Mayen auf.

## Organisation
Zum 150-jährigen Jubiläum im Jahre 2007 bestand die Ordensgemeinschaft aus ca. 200 Ordensschwestern, die vor allem in der Kranken- und Altenpflege sowie in der  seelsorglichen Betreuung tätig sind. Sie unterhalten  Klöster und Einrichtungen in Deutschland (Aachen, Köln und Hennef (Sieg)), in den Niederlanden (Dongen) und in Belgien (Eupen). Das Kloster Helgoland in Mayen wurde 2010 aufgegeben. Seit über 50 Jahren haben die Schwestern eine Niederlassung in der Republik Kongo (Dungo), die von einheimischen Franziskanerinnen geleitet wird.